# Lola Caballero Fuset
Lola Caballero Fuset (23 de mayo de 2004) es una deportista española que compite en salvamento y estableció un récord del mundo, en categoría júnior, en la prueba de 100m socorrista.